# Acanthoscelides oblongoguttatus
Acanthoscelides oblongoguttatus is een keversoort uit de familie bladkevers (Chrysomelidae). De wetenschappelijke naam van de soort werd in 1839 gepubliceerd door Fåhraeus.